# بلا ندم (رواية)
بدون ندم Without Remorse هي رواية إثارة للكاتب الأمريكي توم كلانسي ونشرت في 11 أغسطس 1993.
دفعت دار نشر "أبناء ج.ب. بتنام" 14 مليون دولار مقابل حقوق النشر في أمريكا الشمالية، وهو رقم قياسي مقابل نشر كتاب واحد. وظهر الكتاب في المرتبة الأولى على قائمة أكثر الكتب مبيعا لصحيفة نيويورك تايمز.

## القصة
تدور أحداثها خلال حرب فيتنام، وهي بمثابة قصة لبدايات جون كلارك، وهو أحد الشخصيات المتكررة الظهور في سلسلة روايات الجاسوسية التي ألفها الكاتب حول شخصية جاك رايان. وتصور رواية «بلا ندم» كلارك في منصب قائد البحرية السابق باسم «جون كيلي»، وكيف غير اسمه فيما بعد.